# تانیا سامارزیچ
تانیا سامارزیچ (انگلیسی: Tanya Samarzich؛ زادهٔ ۲۸ دسامبر ۱۹۹۴) بازیکن فوتبال اهل مکزیک است.
از باشگاه‌هایی که در آن بازی کرده‌است می‌توان به باشگاه فوتبال اورنج کانتی بلوز اشاره کرد.
وی همچنین در تیم‌های ملی فوتبال Mexico women's national under-17 football team, Mexico women's national under-20 football team، و زنان مکزیک بازی کرده‌است.